# Julije Deutsch
Julio Deutsch (Geppersdorf kraj Opave u današnjoj Češkoj, 1859. – Zagreb, 1922.), hrvatski arhitekt židovskog podrijetla.

## Životopis
Julio Deutsch je suosnivač atelijera Hönigsberg & Deutsch. Studirao na bečkoj Technische Hochschule kod Heinricha Ferstela i Karla Königa. Diplomirao je 1882. 
Nakon školovanja jedno vrijeme prakticira u Parizu. S preporukom Hermanna Helmera 1888. dolazi u Zagreb u atelijer Kune Waidmanna. Od 1889. radi u zajednici s Leom Hönigsbergom. 
Atelijer Hönigsberg & Deutsch vodeći je zagrebački arhitektonski atelijer na prijelazu 19. – 20. stoljeće. Atelijer je realizirao čitav niz značajnih ostvarenja u duhu kasnog historicizma i secesije. U atelijeru su radili mnogi suradnici među kojima i nekoliko vodećih arhitekata s početka 20. stoljeća poput Vjekoslava Bastla, Otta Goldscheidera i Ivana Štefana.
Nakon smrti Lea Hönigsberga, 1911., vodstvo atelijera preuzima Julio Deutsch, a nakon njegove smrti 1922. atelijer nasljeđuje njegov sin Pavao Deutsch. Godine 1923. Pavao Deutsch se udružuje s arhitektom Aleksandrom Freudenreichom u atelijer Freudenreich & Deutsch.

## Galerija radova
- Honigsberg & Deutsch- Hotel Palace, Trg J.J. Strossmayera 10,  Zagreb (1891. 1892.)
- Honigsberg & Deutsch- Atelijer i kuća Vlahe Bukovca, Trg kralja Tomislava 17, Zagreb (1896.)
- Vjekoslav Bastl za Honigsberg & Deutsch- Zgrada SKF, Trg maršala Tita 8, Zagreb (1902.- 1903.)
- Honigsberg & Deutsch - Starčevićev dom, Trg Ante Starčevića 6, Zagreb (1894./95.)

## Vanjske poveznice
- Hönigsberg i Deutsch Hrvatska tehnička enciklopedija, portal hrvatske tehničke baštine. LZMK